# 粗棘鮄杜父魚
粗棘鮄杜父魚，為輻鰭魚綱鮋形目杜父魚亞目杜父魚科的其中一種，為溫帶海水魚，分布於東太平洋阿留申群島至美國華盛頓州海域，棲息深度18-350公尺，體長可達26.4公分，棲息在底層水域，生活習性不明。

## 扩展阅读
維基物種上的相關：粗棘鮄杜父魚